# FK 두클라 프라하
FK 두클라 프라하(체코어: FK Dukla Praha)는 체코 프라하를 연고로 하는 축구 클럽으로 스타디온 율리스카를 홈구장으로 하며, 현재 1부 리그인 1. 체스카 포트발로바 리가에 소속되어있다.  

## 역사
1958년 프라하 데이비체 지역에서 VTJ 두클라 데이비체라는 이름으로 창단되었으며, 후에 VTJ 데이비체라는 팀명을 거쳐 FK 두클라 데이비체라는 이름으로 활동을 이어갔다. 
1996년 군 팀이었던 두클라 프라하팀이 지역 사업가에게 인수되었고, 이듬 해 프르지브람으로 이전하면서 지역 팀과 합병해 1. FK 프르지브람이라는 팀이 되었는데, 이 때 두클라 프라하의 모든 기록은 FK 프르지브람이 승계하게 되었다. 
한편, 프라하에 남아있던 기존 두클라 프라하 유스팀은 성인 팀의 필요성을 느끼고, 2001년 FK 두클라 데이비체와 합병하면서 현재 명칭인 FK 두클라 프라하로 재창단되었다. 
그러나 이 후 두클라 프라하의 구단 전통, 역사 및 기록 등을 되찾길 원했던 구단이 프르지브람 구단과의 협상을 통해 이를 다시 사들였고, 이로 인해 기록을 다시 승계할 수 있게 되었다.
2001년 재창단 이후 2007년까지는 하부리그인 지역리그에 소속되었으며, 승격을 거쳐 2011/12시즌에 1부리그에 참가하게 되었다. 2018/19시즌 강등된 후로, 현재는 2부리그에 소속되어 있다. 

## 경기장
프라하 데이비체 지역의 스타디온 율리스카를 홈구장으로 사용하고 있으나, 때때로 다른 경기장을 사용하기도 한다. 일례로 두클라 프라하는 2011년 스타디온 율리스카 리모델링 당시에는 에브젠 로시츠키 스타디움을 사용했다.

## 선수 명단

### 현역
- 빅터 오수아구

## 역대 주요 성적
- 체코슬로바키아 1부 리그 우승 11회
  - 우승: 1953, 1956, 1957/58, 1960/61, 1961/62, 1962/63, 1963/64, 1965/66, 1976/77, 1978/79, 1981/82
- 체코슬로바키아 컵 우승 8회
  - 우승: 1960/61, 1964/65, 1965/66, 1968/69, 1980/81, 1982/83, 1984/85, 1989/90
- 체코 2부 리그 우승 1회
  - 우승: 2010/11